# Лазня Віктор Опанасович
Віктор Опанасович Лазня́ (19 квітня 1918, Янків Ріг — 3 січня 1986, Київ) — український радянський перекладач, кандидат філологічних наук з 1975 року; член Спілки радянських письменників України з 1974 року.

## Життєпис
Народився 19 квітня 1918 року в селі Янковому Розі (нині село Іванівка Охтирського району Сумської області, Україна). Українець. Навчався на робітфаці у Києві; 1942 року в евакуації у місті Кизил-Орді Казахської РСР закінчив факультет романо-германської філології Київського університету.
У Червоній армії з 14 червня 1943 року. Брав участь у німецько-радянській війні. Служив перекладачем з німецької мови. Член ВКП(б) з 1944 року. Війну закінчив у військовому званні майора. Нагороджений орденом Червоної Зірки (20 вересня 1944), медалями «За бойові заслуги» (22 лютого 1944), «За перемогу над Німеччиною» (9 травня 1945), «За визволення Праги» (9 червня 1945), «За взяття Берліна» (9 червня 1945).
З 1953 року викладав у Київському університеті. Помер у Києві 3 січня 1986 року.

## Переклади
Переклав з німецької мови:
- повісті «Кете» Ебергарда Паніца (1956), «Франк» Карла Ноймана (1960), «Женні» (1976), «Марія та її великий брат» (1980) Гегарда Гарделя;
- сатиричний роман «Життя і подвиги славетного лицаря Шнапганського» Георга Веєрта (1958).

## У літературі
Був одним з прототипів героя роману Юрія Дольд-Михайлика «І один у полі воїн», опублікованого 1956 року.